# Домачевский район
Дома́чевский район (бел. Дамачаўскі раён) — административно-территориальная единица в Белорусской ССР в 1940—1956 годах, входившая в Брестскую область.
Домачевский район с центром в городском посёлке Домачево был образован в Брестской области 15 января 1940 года, в октябре установлено деление на 7 сельсоветов. 1 мая 1940 года на юге района образован городской посёлок Томашовка, который 12 октября преобразован в рабочий посёлок. 10 марта 1954 года рабочий посёлок Томашовка упразднён. 16 июля 1954 к району был присоединён Страдечский сельсовет, ранее находившийся в Брестском районе. В тот же день произведён пересмотр деления района на сельсоветы, в том числе Страдечский сельсовет переименован в Дуричский. 17 декабря 1956 года район был упразднён, а вся его территория передана в состав Брестского района.

## Сельсоветы
1940—1954
- Дубицкий;
- Комаровский;
- Леплевский;
- Медновский;
- Подлужский;
- Приборовский;
- Черский.

1954—1956
- Дуричский;
- Леплевский;
- Липинковский;
- Медновский;
- Подлужский;
- Приборовский;
- Томашевский;
- Черский.